# Нью-Ромни
Нью-Ромни (англ. New Romney) — небольшой город в графстве Кент, Англия, расположенный в пределах Ромни-Марш — богатого сельскохозяйственного района с преимущественно равнинной местностью. После того, как городскую гавань стало заносить песком, город стал более отдален от моря. Нью-Ромни, являясь одним из первоначальных членов союза Пяти портов, когда-то был преуспевающим морским портом с гаванью, примыкающей к церкви, но теперь он находится более чем в миле от моря.

## Этимология
Название города происходит от древнеанглийского Rumenea или Rumenesea — «у обширной или широкой реки», которое, в свою очередь, происходит от латинского Vetus Rumellenum. Слово new присутствует в названии по причине существования населенного пункта Олд-Ромни — деревни, известной еще со времен Римской Британии.

## География
Нью-Ромни стоит на галечном отроге, который, вероятно, начал формироваться в период позднего неолита (~6000 до н. э.—2500 до н. э.). Вследствие слияния водных путей, появившихся из-за берегового дрейфа, образовалась река Лимен (англ. Limen), известная сегодня как Ротер (англ. Rother).
По возрасту Нью-Ромни незначительно младше находящейся по соседству деревни — Олд-Ромни. Город, теперь находящийся примерно в полутора милях от моря, изначально был портовым городом в устье Ротера. Эстуарий Ротера всегда был трудным для навигации из-за множества мелких каналов и песчаных отмелей. Чтобы облегчить навигацию, были сооружены два внушительных размеров утеса у места вхождения в главный канал. Названия двух местных поселений, Грейтстоун и Литтлстоун, по одной из версий, отсылают как раз к этим скалам — дело в том, что одна из них превосходит другую в размерах. Другое возможное объяснение этих топонимов — результат воздействия берегового дрейфа, который рассеивает отложения гальки и песка с запада на восток, причем более тяжелые и массивные камни накапливаются в районе, известном как Грейтстоун, в то время, как более мелкие в Литтлстоуне.
Город располагается в районе болота Ромни, влажной равнинной местности, поэтому земли вокруг него достаточно плодородны.

## История
К VIII веку (согласно некоторым данным, в 741 году) на галечном отроге на северо-восточной стороне существовавшего ранее залива появилось небольшое рыбацкое поселение, состоящее из хижин, деревянной церкви Св. Мартина (Сен-Мартен) и хорошей якорной стоянки, позже превратившейся в порт.
Поселение стало активно развиваться и застраиваться где-то между 960—1000 гг. н. э. К тому времени в городе появилась сетка улиц, относительно качественные жилые дома, рынок и современный порт с пристанью.
Во второй половине XIII века серия сильных штормов размыла береговую линию Ромни Марш, а наводнение в Южной Англии в феврале 1287 года почти разрушило Нью-Ромни, как и близлежащее древнее поселение Брумхилл. Гавань и город были заполнены песком, илом и грязью, а река Ротер сменила курс — теперь её устье находится недалеко от города Рай, графство Суссекс. Грязь, ил и песок никогда полностью не удалялись из города, поэтому во многих старых зданиях, особенно в церкви, есть ступеньки, ведущие в них с нынешнего уровня тротуара.
Нью-Ромни, будучи одним из первоначальных членов союза Пяти портов, начал терять свою стратегическую значимость и выгодное, с торговой точки зрения, расположение в XIV-XV веках, после заиливания гавани.
Во время Второй мировой войны неподалеку от Нью-Ромни располагалась одна из Малберрийских гаваней, которая в 1944 году была отбуксирована во Францию через Ла-Манш для того, чтобы помочь высадке союзников. В наши дни об этой гавани напоминают остатки одного из причалов, врезанные в песчаную отмель недалеко от побережья в Литтлстоун-он-Си. Их хорошо видно во время отлива. Также в непосредственной близости от Нью-Ромни проходила часть подводного нефтепровода «PLUTO» (сокр. от англ. Pipeline Underwater Transportation of Oil), по которому во Францию под Ла-Маншем перекачивалась нефть для союзных войск.
Археологические работы, проведенные в 2007 году во время реконструкции главной канализации города, дали новые сведения об основании и развитии Нью-Ромни в средневековые времена

## Исторический центр
Как и во многих городах, расположенных в районе Ромни-Марш, в центре Нью-Ромни есть впечатляющая нормандская церковь. Первоначально, она стояла на берегу гавани, которая позднее заилилась, поэтому сейчас входы в неё находятся на несколько футов ниже нынешнего уровня земли. Церковь также примечательна крючками для лодок, которые сохранились до наших дней и видны на её торцах.
На главной исторической улице Нью-Ромни есть несколько небольших, но уютных и интересных магазинов. Ряд заведений закрылись после открытия в городе филиала сети супермаркетов Sainsbury's, но местные власти сумели сохранить большую часть городского колорита. Бывшие богадельни на Вест-стрит — примечательные историко-архитектурные памятники: они были построены в 1610 году по заказу крупного местного магната Джона Саутленда и перестроены в 1734 году. Рядом с ними находится дом Плантагенетов и старинный каменный коттедж, построенный в 1300—1350 гг. Исследователи полагают, что изначально это был дом магистра больницы Святого Иоанна Крестителя. Эта больница успешно функционировала и процветала вплоть до конца пятнадцатого века.

## Интересные факты
- Уильям Шекспир, английский поэт, драматург и актер, посетил Нью-Ромни по крайней мере трижды в промежутке между 1609 и 1615 годами, чтобы сыграть свои пьесы. Он приезжал сюда вместе с одной из наиболее известных театральных трупп времени английского ренессанса «Слуги короля». Ричард Бёрбедж, главный трагический актер того времени, также посещал город в составе этой труппы.
- В трех четвертях мили, в Литтлстоун-он-Си, к северу от города находится поле для гольфа. На нем любил играть Денис Тэтчер, покойный муж бывшего премьер-министра Великобритании Маргарет Тэтчер, и оно использовалось несколько раз в отборочных раундах Открытого чемпионата Великобритании по гольфу.
- В 1762 году лорд Томас Ферфакс (англ. Thomas Fairfax, 6th Lord Fairfax of Cameron) основал на территории современной Западной Вирджинии, США, город Ромни (англ. Romney) и назвал его в честь английского Нью-Ромни.
- Нью-Ромни — главный населенный пункт Ромни-Марша.
- В 1610 году Джон Саутленд построил в городе общественную общеобразовательную школа Джона Саутленда, которая до сих пор является единственной средней школой в этом районе. В августе 2007 года она была переименована в Академию Марша.

## Транспорт
На восточной окраине Нью-Ромни есть вокзал железнодорожной компании Romney, Hythe and Dymchurch Railway. Помимо того, что здание вокзала являлось главной туристической достопримечательностью города, сам вокзал также использовался отправлявшимися в школу учениками до 2015 года, когда железнодорожное сообщение было заменено автобусным. Станция находится примерно в трех четвертях мили к востоку от исторического центра города.
Нью-Ромни когда-то обслуживался железнодорожной станцией «New Romney and Littlestone-On-Sea», которая была частью ж/д ветки Лидд-Лайн. Станция находилась на полпути между городами Нью-Ромни и Литлстоун-он-Си. Она имела два перрона и небольшую грузовую платформу для товаров. Постепенно за ненадобностью станция стала приходить в запустение и была окончательно закрыта в 1967 году, а ж/д сообщение было полностью заменено автобусным.
Сейчас до Нью-Ромни легко добраться на автомобиле по трассе A259 (которая проходит от Фолкстона до Хаванта). Несколько автобусных рейсов курсируют до Нью-Ромни и через него из Гастингса, Фолкстона и Эшфорда.

## СМИ
В городе действует местная радиостанция KMFM Ashford, обеспечивается вещание ряда радиостанций графства Кент (Heart, Gold и BBC Radio Kent). Выпускаются местные печатные издания: Kentish Express (выпускаемая KM Group) и Romney Marsh Herald (выпускаемая Kent Regional News and Media).